# Medea

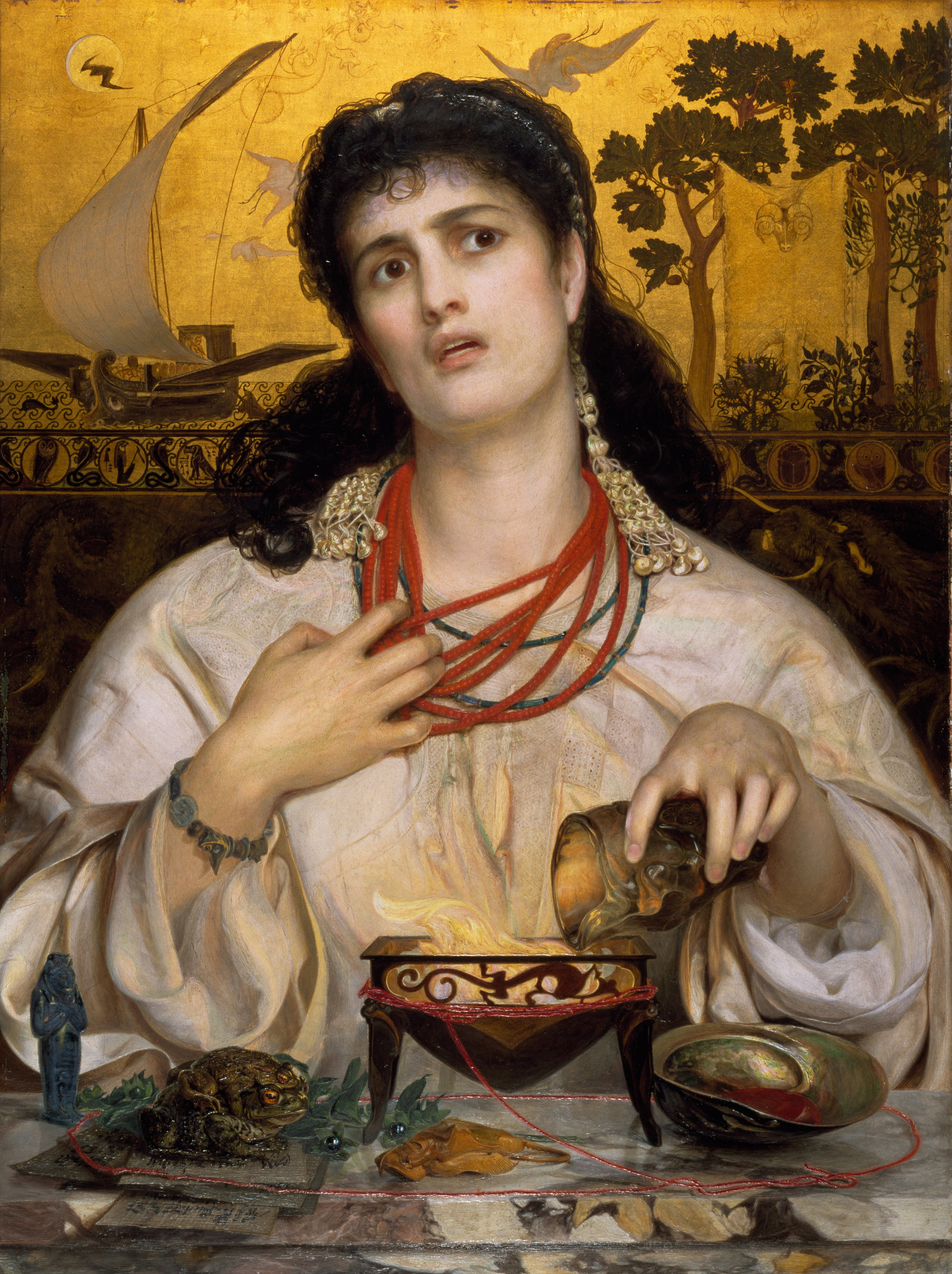
Medea (1866-1868), opera di Anthony Frederick Augustus Sandys.

Medea (in greco antico: Μήδεια?, Mḕdeia) è una figura della mitologia greca, figlia di Eete, re della Colchide, e di Idia, la più giovane delle Oceanine.
Ne Le Argonautiche di Apollonio Rodio è indicata come nipote di Elio e della maga Circe; al pari di quest'ultima era dotata di poteri magici.
Secondo la variazione del mito proposta da Diodoro Siculo (che identificava re Perse, figlio di Elio e fratello di Circe e di Eete, col titano Perse figlio di Crio e padre di Ecate), Perse ebbe una figlia, Ecate, dea della la magia e della necromanzia, che lo uccise e più tardi si congiunse con lo zio Eete.
Da questa unione sarebbero nati Medea ed Egialeo (o Apsirto).

## Mito

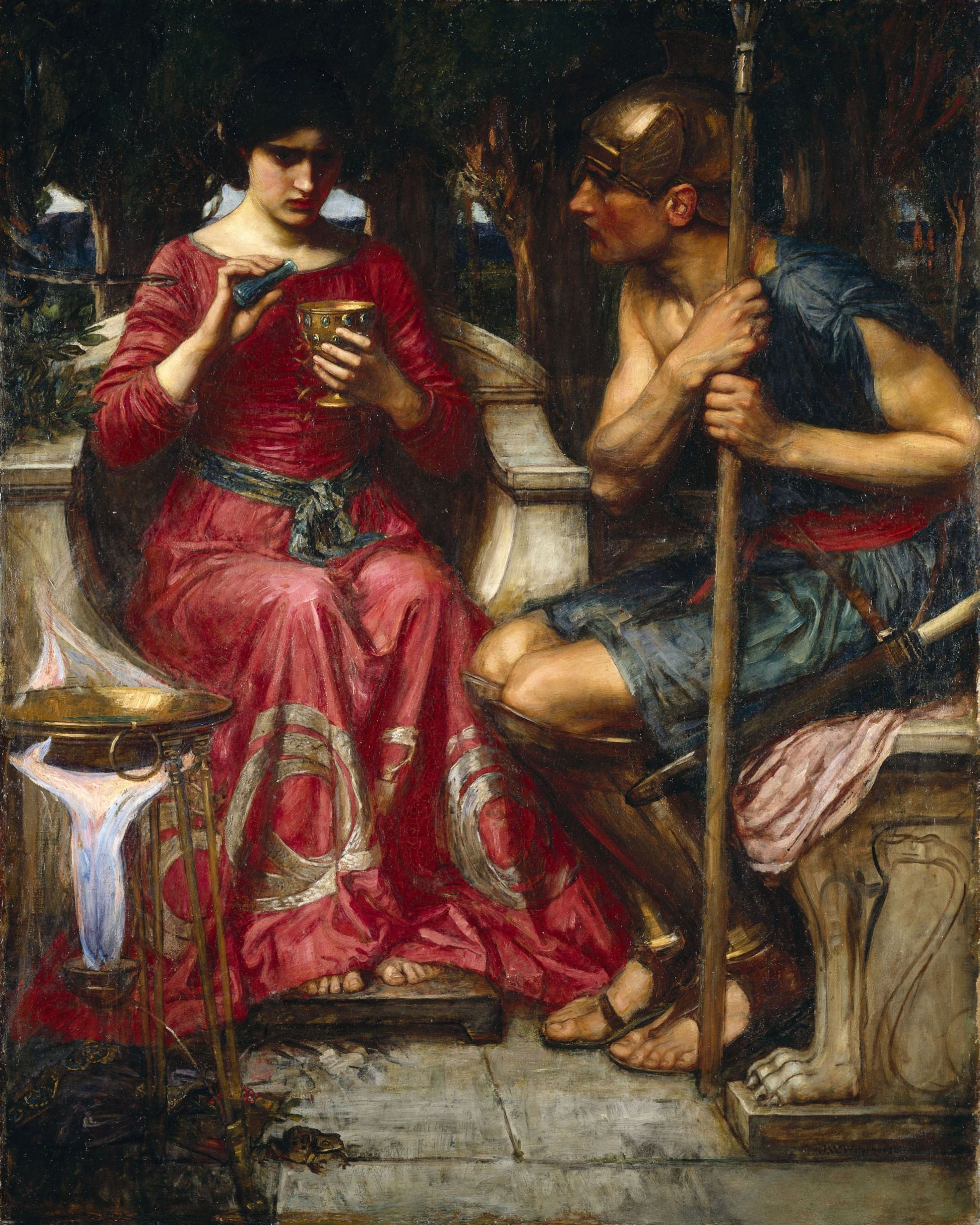
Giasone e Medea (1907), opera di John William Waterhouse.

Medea è uno dei personaggi più celebri e controversi della mitologia greca. Il suo nome in greco significa "astuzie, scaltrezze". Citata fin dalla Teogonia di Esiodo, è descritta come una figura dotata di poteri divini equiparabile alla concezione moderna di "maga".
Quando Giasone giunge nella Colchide insieme agli Argonauti alla ricerca del Vello d'oro, capace di guarire le ferite, custodito da un feroce e terribile drago per conto di Eeta, lei se ne innamora perdutamente. E, pur di aiutarlo a raggiungere il suo scopo, giunge a uccidere il fratello Apsirto, spargendone i poveri resti dietro di sé dopo essersi imbarcata sulla nave Argo insieme a Giasone, divenuto suo sposo. Il padre, così, trovandosi costretto a raccogliere le membra del figlio, non riesce a raggiungere la spedizione, e gli Argonauti tornano a Iolco con il Vello d'Oro. Lo zio di Giasone, Pelia, rifiuta tuttavia di concedere il trono al nipote, come aveva promesso in precedenza, in cambio del Vello.
Medea allora sfrutta le proprie abilità magiche e con l'inganno si rende protagonista di nuove efferatezze per aiutare l'amato. Convince infatti le figlie di Pelia a somministrare al padre un "pharmakón", dopo averlo fatto a pezzi e bollito, che lo avrebbe ringiovanito completamente: dimostra la validità della sua arte riportando un caprone alla condizione di agnello, dopo averlo sminuzzato e bollito con erbe magiche. Le figlie ingenue si lasciano ingannare e provocano così la morte del padre, tra atroci sofferenze: Acasto, figlio di Pelia, pietosamente seppellisce quei poveri resti e bandisce Medea e Giasone da Iolco, costringendoli a rifugiarsi a Corinto, dove si sposeranno.

### La Medea di Euripide

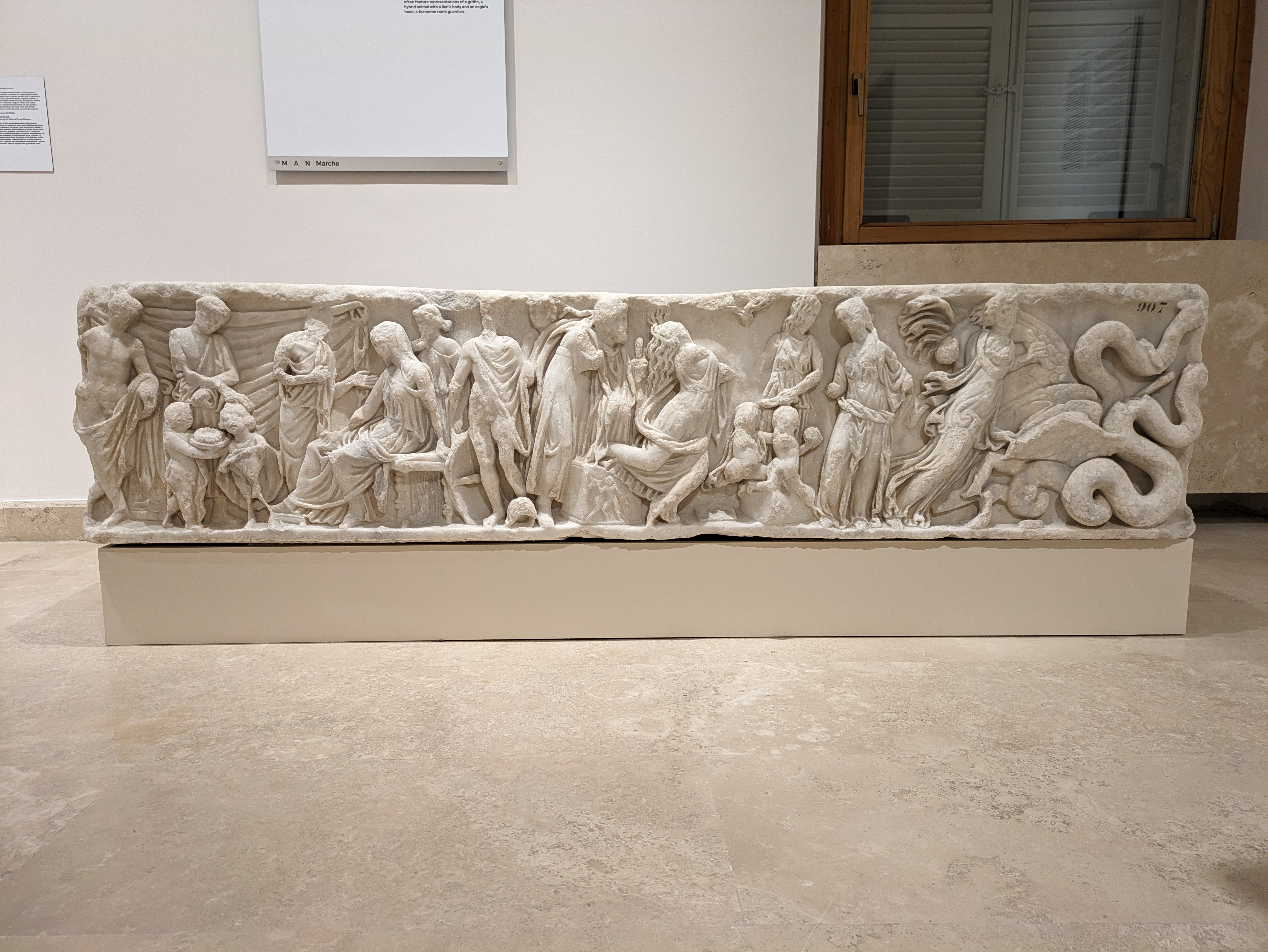
Sarcofago che raffigura il mito di Medea secondo Euripide (Museo archeologico nazionale delle Marche).

Sono passati dieci anni, Creonte, re della città di Corinto, vuole dare la sua giovane figlia Glauce in sposa a Giasone, offrendo così a quest'ultimo la possibilità di successione al trono. Giasone accetta e cerca inutilmente di far accettare la cosa a Medea, che triste si dispera per l'abbandono e il nuovo esilio, imposto da Creonte, timoroso di sue vendette.
Medea manda a chiamare Giasone, gli ricorda il loro passato e le volte che gli era venuta in aiuto, ma di fronte all'ingratitudine e all'indifferenza di Giasone, si adira e medita una tremenda vendetta. Fingendosi rassegnata, fa credere di volersi rappacificare con la nuova famiglia del marito per il bene dei figli e manda come dono nuziale una veste finissima e una corona d'oro alla giovane Glauce, la quale, non sapendo che i doni sono intrisi di un potente veleno, li indossa, per poi morire fra fiamme e dolori strazianti. Il padre Creonte, corso in aiuto, tocca anch'egli il mantello, e muore atrocemente.
Ma la vendetta di Medea non finisce qui. Secondo Euripide, per assicurarsi che Giasone soffra e non abbia discendenza, dopo un'angosciosa incertezza vince la sua natura di madre e uccide i loro piccoli figli (Mermero e Fere) avuti da lui. Secondo Diodoro Siculo i figli che Medea aveva avuto da Giasone erano però tre: i due gemelli Tessalo e Alcimene e Tisandro.
Fuggita ad Atene, a bordo del carro del Sole trainato da draghi alati, Medea sposa il re Egeo, dal quale ha un figlio, Medo; Egeo aveva precedentemente concepito con Etra un figlio, Teseo. Medea vuole lasciare il trono di Atene a Medo, ma Teseo giunge in città. Egeo ignora che Teseo sia suo figlio, e Medea, che vede ostacolati i suoi piani per Medo, suggerisce al marito di uccidere il nuovo venuto durante un banchetto. Ma all'ultimo istante Egeo riconosce Teseo come suo figlio e Medea è costretta a fuggire di nuovo.
Torna nella Colchide, dove si ricongiunge e si riappacifica con il padre Eete.

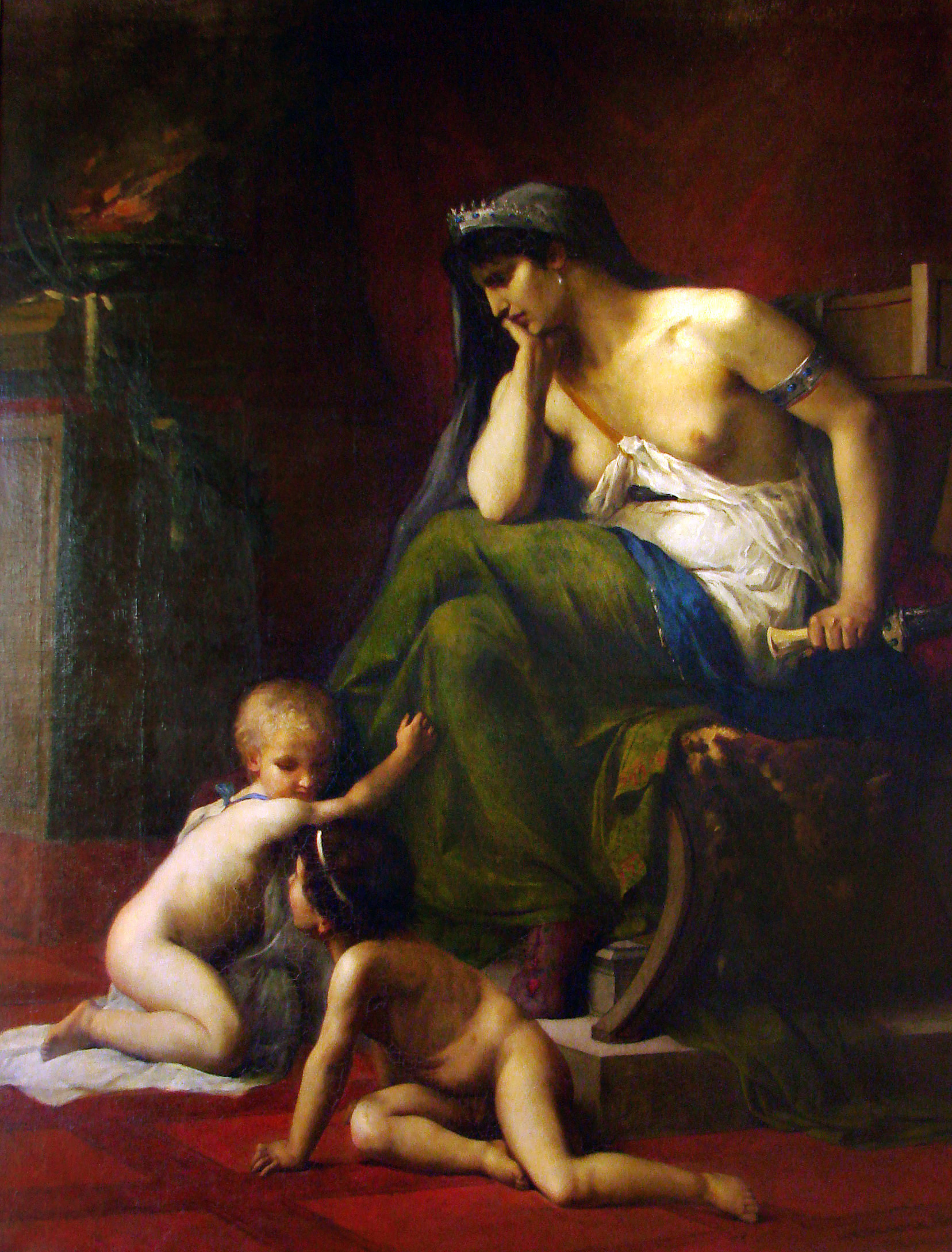
Medea, un dipinto di Henri Klagmann (Nancy, Musée des Beaux-Arts).

### La Medea di Ovidio
Ovidio tratta del mito di Medea in tre distinte opere: le Heroides, le Metamorfosi e la tragedia Medea, andata perduta.
Nel primo testo è la donna a parlare cercando di commuovere il marito, ma il racconto si interrompe prima del compimento della tragedia e il suo completamento è possibile al lettore solo attraverso la memoria letteraria. La Medea delle Metamorfosi è ben diversa: essa oscilla tra ratio e furor, mens e cupido, riprendendo, almeno in parte, la giovane tormentata dai rimorsi di Apollonio Rodio, divisa tra il padre e Giasone. Medea si dilania tra incertezza, paura, commozione e compassione.
La metamorfosi avviene in modo repentino ed è possibile rintracciarla attraverso il confronto tra la scena dell'incontro con Giasone nel bosco sacro e il ringiovanimento del padre dell'amato: se nel primo caso appare come un medico antico, nel secondo utilizza esplicitamente la parola "arte" (vv.171-179) mostrandosi come una vera strega.
Anche Ovidio riprende la scena del carro, presente già in Euripide e successivamente in Seneca, ma se in questi due casi l'episodio è inserito alla fine del racconto, Ovidio lo colloca a metà della narrazione: in tal modo Medea perde le sue qualità umane e il mondo reale cede il posto a quello fantastico.
All'inizio della Metamorfosi, Medea è la protagonista assoluta, ma pian piano cessa di essere un'eroina in cui il lettore può identificarsi e diviene un personaggio che appare e scompare come per magia.
Il pathos del finale non è sfruttato al massimo: Medea è divenuta una vera strega e quindi non soffre dell'infanticidio commesso né potrebbe soffrire di un'ipotetica punizione.

### La Medea di Draconzio
Nella parte introduttiva Draconzio afferma di voler fondere tutti i motivi tipici del mito di Medea; lo fa invocando la Musa Melpomene e la Musa Calliope.
Medea e Giasone appaiono tutti mossi dal destino e dalla volontà degli dei, legati come sono agli scontri tra Venere e Diana. Infatti la dea della caccia, sentendosi tradita per il matrimonio della sua sacerdotessa, scaglia una maledizione contro di lei. Maledizione che, alla fine, darà luogo alla morte del marito e dei figli.
All'inizio Medea è descritta come una "virgo cruenta", ma viene definita maga solo al verso 343.
Caratteristica di questo racconto è che è la donna a rubare il vello d'oro donandolo poi a Giasone, che appare per tutta la narrazione una figura passiva.
Anche quando entra in scena Glauce l'eroe è semplice oggetto del desiderio, che la giovane otterrà anche a costo di rompere il legame matrimoniale che lo vincola. Entrambe le donne trasgrediscono così le norme morali: da un lato Medea tradisce la dea Diana, dall'altro Glauce porta al tradimento Giasone.
Durante le nozze l'attenzione si concentra sulla coppia mentre Medea prepara la vendetta: sarà lei a donare a Glauce la corona da cui prenderà fuoco l'intero palazzo.
Ma il punto culminante della tragedia è il sacrificio che Medea offre a Diana: i suoi figli, sicché l'infanticidio non è più condotto per vendetta, ma come richiesta di perdono.
Nella scena finale l'autore riprende l'episodio del carro, ma questa volta il volo della donna ha valore semantico e non narrativo: Medea si riunisce a Diana e ritorna la "virgo cruenta" dell'inizio della narrazione, lasciando a terra tutto ciò che era ancora legato a Giasone.

## Opere derivate (parziale)

### Danza
- Medea in Colchide, di Johann Christoph Vogel
- Medea, di Samuel Barber.
- Medea2, di Dīmītrīs Papaïōannou

### Letteratura
- Medea, tragedia di Jean Anouilh
- Gli incanti di Medea, dramma di Francisco de Rojas Zorilla
- Il vello d'oro, tragedia di Franz Grillparzer (trilogia: l'ultima parte ha titolo Medea)
- Medea, tragedia di Pierre Corneille
- Medea, tragedia di Ludovico Dolce
- Medea, tragedia di Ennio
- Medea, tragedia di Euripide
- Le Argonautiche, poema greco di Apollonio Rodio (il terzo libro è dedicato al mito di Medea)
- Le Argonautiche, poema latino di Valerio Flacco (libera versione latina dell'omonimo di Apollonio)
- Medea, tragedia di Friedrich Gatter
- Medea, tragedia di Richard Glover
- Medea, tragedia di Ernst Legouvé
- Medea, tragedia di Bernard de Longepierre
- Medea, tragedia di Hippolyte Lucas
- Medea, tragedia di Giovanni Battista Niccolini
- Medea, tragedia di Ovidio
- Medea, tragedia di Jean de la Péruse
- Medea, tragedia di Lucio Anneo Seneca
- La lunga notte di Medea, tragedia di Corrado Alvarol '
- Medea. Voci, romanzo di Christa Wolf

### Musica
- Giasone, opera di Francesco Cavalli
- Giasone e Medea, opera di François-Joseph Salomon
- Medea, opera di Paul Bastide
- Medea, opera di Georg Benda
- Medea, opera di Marc-Antoine Charpentier
- Medea, opera di Luigi Cherubini
- Medea, opera di Johann Naumann
- Medea, opera di Giovanni Pacini
- Medea, cantata di Jean-Philippe Rameau
- Medea, opera di Vincenzo Tommasini
- Medea e Giasone, opera di Peter von Winter
- Medea in Corinto, opera di Giovanni Simone Mayr
- Medea, opera di Aribert Reimann

### Pittura
- La furia di Medea (varie versioni), di Eugène Delacroix
- Giasone e Medea (1865), opera di Gustave Moreau
- Giasone e Medea (1907), opera di John William Waterhouse

### Scultura

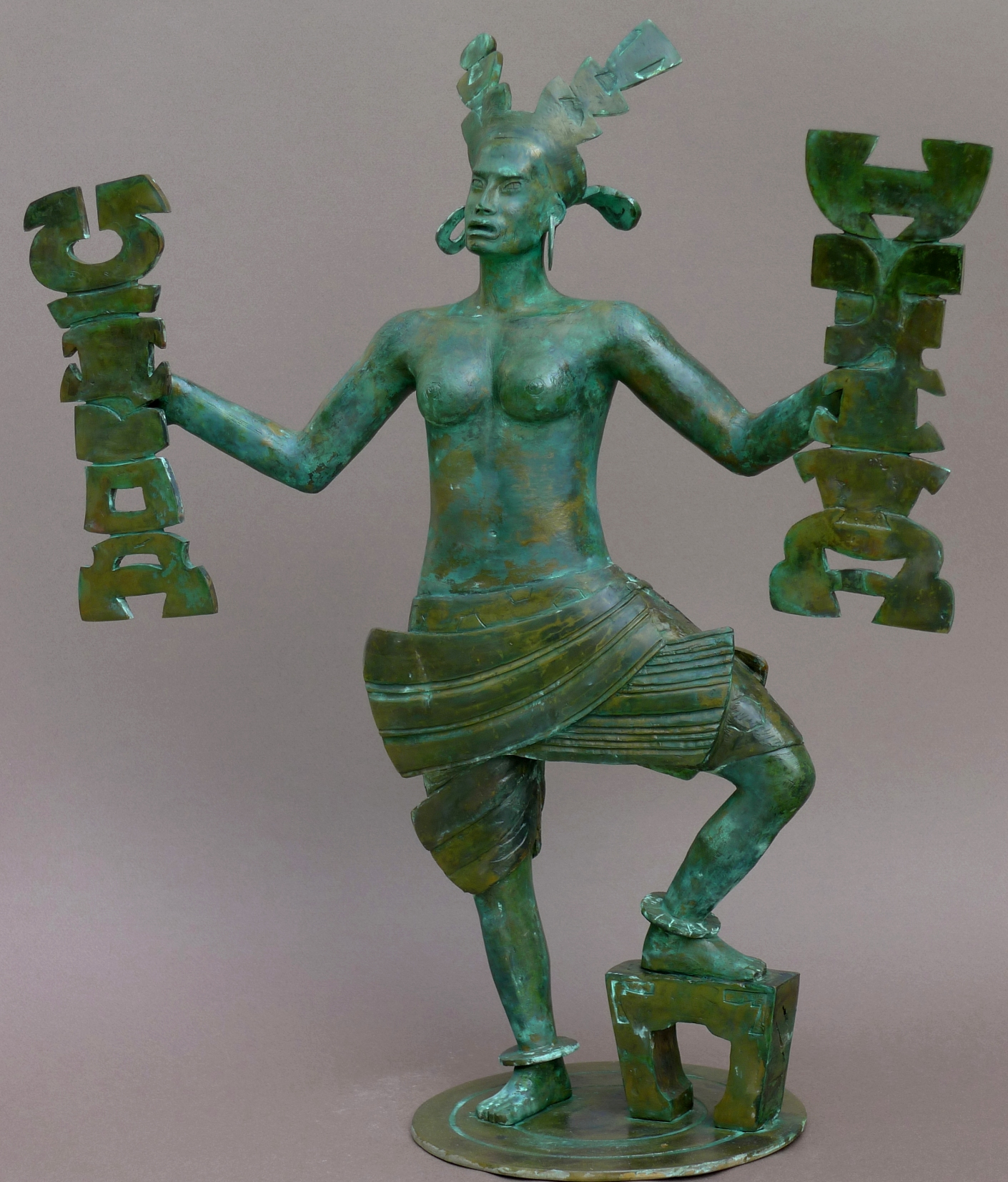
Scultura in bronzo di Medea. Lei esercita i suoi poteri magici; rabbia e vendetta.

- Medea (originale del 1865), scultura di William Wetmore Story
- Statua di Medea (Batumi), scultura di Davit Khmaladze

### Cinema
- Medea (1969), regia di Pier Paolo Pasolini
- Medea (1988), regia di Lars von Trier
- Médée miracle (2007), regia di Tonino De Bernardi
- Medeas (2013), regia di Andrea Pallaoro

### Teatro
- La lunga notte di Medea, di Corrado Alvaro
- From Medea, di Grazia Verasani
- La Madre: 'i figlie so' piezze 'i sfaccimma, di Mimmo Borrelli
- Medea, di Chrysanthos Mentis Bostantzoglou[8][9]
- Medea: L'isola delle lacrime, di Gianpaolo Bellanca
- Medea, di Rachel Cusk

### Televisione
- I figli di Medea (1959), regia di Anton Giulio Majano.
- Medea (1969), regia di Pier Paolo Pasolini

### Altre apparizioni
In Fate/stay night, un visual novel giapponese, Medea è evocata come il servant di classe caster. In base alla route avrà un ruolo più o meno importante, sempre come antagonista nei confronti del protagonista.